# 哀公 (秦)
哀公（あいこう）は、秦の第14代公。景公の子。

## 生涯
景公40年（前537年）秋、景公が薨去したため、後を継いで秦公となる。
哀公14年（前523年）、楚の平王が太子建のために秦の公女を求めてきた。哀公の娘伯嬴が楚へ嫁ぐとその美貌のため、平王が自分の妻とした。
哀公15年（前522年）、晋で内紛が起き（六卿の乱）、外にまで手が回らくなったため、しばらく晋と秦の間に争いが起きることはなかった。
哀公31年（前506年）11月、呉王闔閭が伍子胥とともに楚の都である郢（えい）に攻め入ったため、楚の昭王は随（ずい）へ逃れ、秦に救援を要請してきた。そこで秦は兵車500乗を送って楚を援助し、呉軍を破った。これにより楚の昭王は郢に戻ることができた。
哀公36年（前501年）秋、薨去したが、太子の夷公は早くに亡くなっていたので、夷公の子が立って秦公（恵公）となった。

## 参考資料
- 『春秋左氏伝』（定公四年、九年）
- 『史記』（秦本紀第五）